# 張舜舉 (順治進士)
張舜舉，直隸顺天府宛平县人，清朝政治人物、进士出身。

## 生平
顺治六年，登进士，官至陕西蒲城知县。